# سانشيز وات
سانشيز وات (بالإنجليزية: Sanchez Watt)‏ (14 فبراير 1991 في المملكة المتحدة - ) هو لاعب كرة قدم بريطاني في مركز جناح ‏. شارك مع منتخب إنجلترا تحت 16 سنة لكرة القدم ومنتخب إنجلترا تحت 17 سنة لكرة القدم ومنتخب إنجلترا تحت 19 سنة لكرة القدم. أما مع النوادي، فقد لعب مع شيفيلد وينزداي وكولتشستر يونايتد وليدز يونايتد ونادي أرسنال ونادي كيرلا بلاستيرز ونادي كرولي تاون ونادي ساوثيند يونايتد.

## وصلات خارجية
- سانشيز وات على موقع قاعدة بيانات كرة القدم.إي يو (الإنجليزية)
- سانشيز وات على موقع Soccerbase.com (لاعب) (الإنجليزية)
- سانشيز وات على موقع Soccerway.com (الإنجليزية)
- سانشيز وات على موقع عالم كرة القدم.نت (الإنجليزية)
- سانشيز وات على موقع AS.com (الإسبانية)